# Cuantización
En física, una cuantización es un procedimiento matemático para construir un modelo cuántico para un sistema físico a partir de su descripción clásica.

## Definición formal
En concreto dada la descripción hamiltoniana de un sistema clásico mediante una variedad simpléctica {\displaystyle ({\mathcal {M}},\omega )} se puede definir formalmente el proceso de cuantización como la construcción de un espacio de Hilbert {\displaystyle {\mathcal {H}}} tal que al conjunto de magnitudes físicas u observables medibles en el sistema clásico {\displaystyle f_{i}\,} se le asigna un conjunto de observables cuánticos u operadores autoadjuntos {\displaystyle {\hat {f}}_{i}} tales que:
1. {\displaystyle (f_{i}+f_{j}){\hat {}}={\hat {f}}_{i}+{\hat {f}}_{j}}
2. {\displaystyle (\lambda f_{i}){\hat {}}=\lambda {\hat {f}}_{i}\qquad \lambda \in \mathbb {R} }
3. {\displaystyle \{f_{i},f_{j}\}{\hat {}}=-i[{\hat {f}}_{i},{\hat {f}}_{j}]}
4. {\displaystyle {\hat {1}}=I_{\mathcal {H}}}
5. Los operadores de posición {\displaystyle {\hat {q}}_{i}} y sus momentos conjugados {\displaystyle {\hat {p}}_{i}} actúan irreduciblemente sobre {\displaystyle {\mathcal {H}}}.

Donde {\displaystyle I_{\mathcal {H}}} es la aplicación identidad sobre el espacio de Hilbert asignado al sistema, {\displaystyle \{\cdot ,\cdot \}} es el paréntesis de Poisson y {\displaystyle [\cdot ,\cdot ]} es el conmutador de operadores.
Por el teorema de Stone-von Neumann la condición (5) implica que los grados de libertad de desplazamiento nos obligan a tomar {\displaystyle {\mathcal {H}}\approx L^{2}(\mathbb {R} ^{n})} y un operador es multiplicativo y otro derivativo. Así si se usan la representación en forma de función de onda en términos de las coordenadas espaciales:

{\displaystyle {\hat {q}}_{i}\psi (q_{i})=q_{i}\psi (q_{i})\qquad {\hat {p}}_{i}\psi (q_{i})=-i\hbar {\frac {\partial }{\partial q_{i}}}\psi (q_{i})}

Si se usan la representación en forma de función de onda en términos de las coordenadas de momento conjugado:

{\displaystyle {\hat {p}}_{i}\psi (p_{i})=p_{i}{\tilde {\psi }}(p_{i})\qquad {\hat {q}}_{i}\psi (p_{i})=-i\hbar {\frac {\partial }{\partial p_{i}}}{\tilde {\psi }}(p_{i})}

### Sistemas cuantizables
Un sistema hamiltoniano clásico definido sobre una variedad simpléctica {\displaystyle ({\mathcal {M}},\omega )} se llama cuantizable si existe un {\displaystyle S^{1}}-fibrado principal {\displaystyle \pi :{\mathcal {Q_{M}}}\to {\mathcal {M}}} y una 1-forma {\displaystyle \alpha \;} sobre {\displaystyle {\mathcal {Q_{M}}}}, llamada variedad de cuantización, tal que:
1. {\displaystyle \alpha \;} es invariante bajo la acción de {\displaystyle S^{1}[\approx U(1)]}
2. {\displaystyle \pi ^{*}\omega =d\alpha \;}

Un resultado recogido en Steenrod 1951 implica que una variedad es cuantizable si la segunda clase de cohomología satisface cierta propiedad:
{\displaystyle ({\mathcal {M}},\omega )} es cuantizable si y sólo si {\displaystyle \omega /h\in H^{2}({\mathcal {M}},\mathbb {Z} )}, es decir la integral de la forma simpléctica integrada sobre una variedad compacta de dimensión 2 es un número entero multiplicado por la constante de Planck. Es más en aquellos casos en que existe más de un modo de cuantizar un sistema clásico, las diferentes cuantizaciones pueden clasificarse de acuerdo con la forma de {\displaystyle H^{1}({\mathcal {M}},\mathbb {Z} )}

## Primera cuantización
Los procedimientos de primera cuantización son métodos que permiten construir modelos de una partícula dentro de la mecánica cuántica a partir de la correspondiente descripción clásica del espacio de fases de una partícula.
- La cuantización canónica es un procedimiento informal que asigna a una magnitud física (expresable en términos de las coordenadas canónicas del sistema clásico), un operador obtenido por sustitución directa de las variables canónicas por operadores hermíticos Pi y Qi que satisfacen las relaciones [Qi,Pi] = ih/2π, [Qi,Qj] = 0, [Pi,Pj] = 0 y [Qi,Pj] = 0.
- La cuantización de Weyl es un procedimiento para construir un operador hermítico sobre el espacio {\displaystyle L^{2}(\mathbb {R} ^{n})} para un sistema cuyo espacio de fases clásico tenga una topología {\displaystyle \mathbb {R} ^{2n}}. Esta técnica fue descrita por primera vez por Hermann Weyl en 1927.

## Segunda cuantización
Los procedimientos de segunda cuantización son métodos para construir teorías cuánticas de campos a partir de una teoría clásica de campos. 
- Cuantización canónica es una extensión del procedimiento de cuantización canónica empleado en la primera cuantización pero extendido en este caso a más de una partícula.
- Cuantización canónica covariante.
- Cuantización mediante integrales de camino, propuesto por Feynmann y Kac que depende de construir una medida acotada en un espacio de Hilbert a partir del funcional de acción.
- Cuantización geométrica.
- Aproximación variacional de Schwinger.